# 安東ウメ子
安東 ウメ子（あんどう うめこ、1932年11月20日 ‐ 2004年7月15日）は、北海道帯広市フシココタン出身のアイヌの音楽家。
ムックリ（口琴）とウポポ（歌）の名手として知られる。
音楽家としてはトンコリ奏者のOKIと共にCDアルバムなどを出している。他にアイヌ語講師やアイヌ文化の保存活動も行っていた。

## 略歴
- 1932年11月20日　伏古（フシコ）コタンに生まれる。
- 1960年　帯広カムイトウポポ保存会設立に寄与。
- 1983年　幕別町文化奨励賞受賞。
- 1984年　マクウンベツアイヌ文化保存会の結成に寄与。
- 1993年　帯広アイヌ語教室講師。
- 1994年　CD『安東ウメ子・ムックリの世界』（幕別町教育委員会）発表。
- 1997年　UHB制作の伊福部昭伝記ドラマ「北の交響曲」で演奏。
- 2000年　十勝文化団体協議会特別賞受賞。
- 2000年　アイヌ文化奨励賞受賞。
- 2001年　OKIプロデュースによるソロアルバムCD『イフンケ』（チカルスタジオ）発表。
- 2002年　幕別町の無形文化財に指定。
- 2002年　CD『シリピリカ』（幕別町教育委員会）発表。
- 2003年　CD『ウポポサンケ』（チカルスタジオ）発表。
- 2003年10月　北海道文化財保護功労賞受賞。
- 2004年7月15日　大腸癌により死去。享年72。
- 2006年4月　DVD『けうとぅむ』（幕別町教育委員会）発表。
- アイヌ文化振興・研究推進機構のアイヌ文化研究アドヴァイザーを務めていた。

## 音楽

### アルバム
- イフンケ（イフンケとはアイヌの子守歌）
- ウポポサンケ, CD, 2003, EAN 4580163640061
- スピリッツ・フロム・アイヌ
- けうとぅむ

### ゲスト参加アルバム
- 口琴（ハレダイスケ）